# Vodopivec
Vodopivec je 112. najbolj pogost priimek v Sloveniji, ki ga je po podatkih Statističnega urada Republike Slovenije na dan 31. decembra 2007 uporabljalo 1.243 oseb, na dan 1. januarja 2011 pa 1.245 oseb.
- Albin Vodopivec (1905—1948), politik
- Albina Vodopivec (psevdonim Saša Vegri) (1934—2010), knjižničarka in pesnica
- Aleksander Vodopivec (1932—2024), zamejski pianist in skladatelj
- Aleš Vodopivec (*1949), arhitekt, profesor FA
- Alojz Vodopivec (=Lujo Vodopivec)?
- Andrej Vodopivec (*1958), fotograf
- Andreja Vodopivec (*1973), košarkarica
- Barbara Vodopivec (*1969), dr. zgodovine, strokovnjakinja za varstvo kulturne dediščine
- Boris Vodopivec (*1951), patolog, gastroenterolog
- Dragotin Vodopivec (1882—1931), krojač, amaterski dramatik
- Felicita Vodopivec (1912—2003), učiteljica in kulturna delavka
- Florijan Vodopivec (1934—2018), geodet in montanist, univ. prof.
- Fran Vodopivec (1879—1930), pravnik, politik
- Franc Vodopivec (1834—1912), učitelj
- Franc Vodopivec (1931—2021), metalurg, državni svetnik, univ. prof., publicist
- Franc Vodopivec (teritorialec)
- Franc Ciril Vodopivec (1913—1942), čevljar, komunistični aktivist
- Hilarij Vodopivec (1868—1930), pravnik, strokovni publicist, tehnični izumitelj
- Ines Vodopivec (*1980), umetnostna zgodovinarka in bibliotekarka, raziskovalka pisne kulturne dediščine 16. stoletja; NUK
- Janez Vodopivec (1917—1993), teolog, univ. profesor v Rimu, prelat
- Janez Ivo Vodopivec (1911—1941), mehanik, komunistični aktivist
- Jedert Vodopivec (*1953), restavratorka in konservatorka (v Arhivu RS)
- Josip Vodopivec (1884—1958), rimskokatoliški duhovnik
- Katja Vodopivec (1917—2012), pravnica, kriminologinja, univ. profesorica
- Lujo Vodopivec (*1951), kipar, prof. ALU
- Maja Glonar Vodopivec, klinična psihologinja, vodja svetovalnega centra
- Milan Vodopivec (*1954), gledališki igralec
- Marijan Vodopivec (1920—1977), pianist, skladatelj, glasbreni urednik
- Martin Vodopivec, morski ekolog, oceanolog
- Miran (Friderik) Vodopivec (*1942), enolog, vinarski strokovnjak, univ. prof.
- Nina Vodopivec (*1974), zgodovinarka, socialna antropologinja?
- Pavel Vodopivec (1935—1991), ??
- Peter Vodopivec (*1946), zgodovinar, univ. profesor, član SAZU
- Robert Vodopivec, ekonomist, univ. prof.
- Silvan Vodopivec (1910—1974), veterinar
- Simona Vodopivec (*1964), pevka zabavne glasbe
- Špela Vodopivec, prevajalka
- Tin Vodopivec (*1982), komik
- Vili Vodopivec (1940—2000), radijski napovedovalec in televizijski moderator
- Vinko Vodopivec (1878—1952), duhovnik, skladatelj in zborovodja
- Vladimir Vodopivec (1898—1994), vojaški častnik in pesnik
- Vlado Vodopivec (1916—1982), pravnik, kulturnopolitični delavec, publicist, prevajalec

## Opomba
- antroponim se lahko nanaša tudi na pevca Primorskega akademskega zbora Vinka Vodopivca, ki so znani tudi kot vodopivci.